# كايل درابيك
كايل جوردان درابيك ولد في 8 ديسمبر 1987 هو لاعب كرة القاعدة (بيسبول) أمريكي محترف سابق. لعب في دوري البيسبول الرئيسي MLB لفريق تورونتو بلو جايز.